# Futbol'nyj Klub Desna Černihiv 2020-2021
Questa voce raccoglie le informazioni riguardanti il Futbol'nyj Klub Desna Černihiv nelle competizioni ufficiali della stagione 2020-2021.

## Stagione
Nella stagione 2020-2021 il Desna Černihiv ha disputato la Prem'er-Liha, massima serie del campionato ucraino di calcio, terminando la stagione al sesto posto con 26 punti conquistati in 32 giornate, frutto di 10 vittorie, 8 pareggi e 8 sconfitte. Nella Coppa d'Ucraina è sceso in campo a partire dagli ottavi di finale, venendo subito eliminato dalla Dinamo Kiev dopo i tempi supplementari. In UEFA Europa League è stato eliminato ai preliminari dal Wolfsburg.

## Maglie e sponsor
Lo sponsor tecnico per la stagione 2020-2021 è stato Parimatch. 
| Casa | Trasferta |

## Rosa

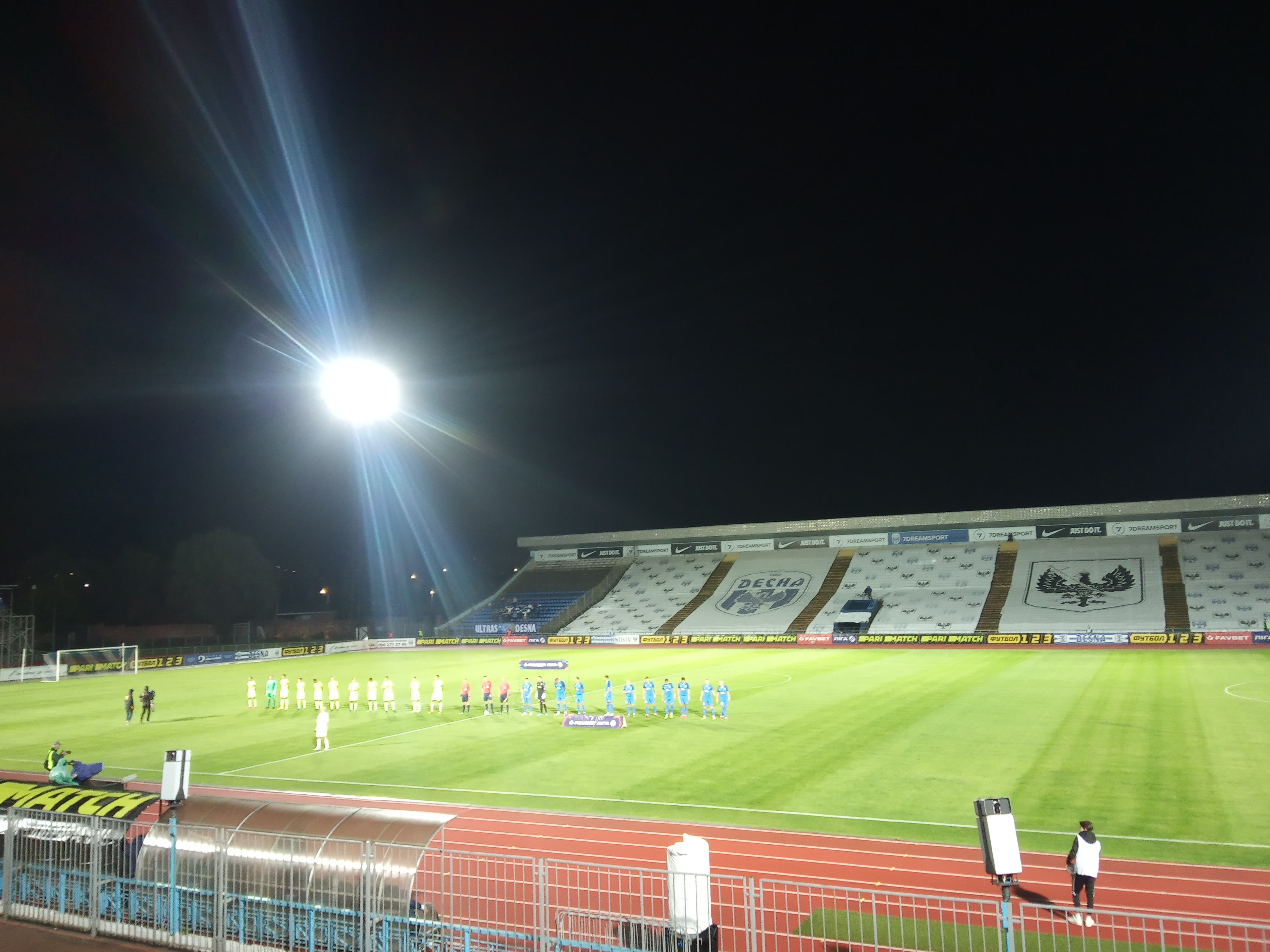
La squadra pronta per il calcio d'inizio contro il

| N. |                    | Ruolo | Calciatore            |
| -- | ------------------ | ----- | --------------------- |
| 3  | Ucraina (bandiera) | D     | Pavlo Polehen'ko      |
| 4  | Estonia (bandiera) | D     | Joonas Tamm           |
| 5  | Ucraina (bandiera) | D     | Vitalij Jermakov      |
| 6  | Romania (bandiera) | D     | Constantin Dima       |
| 7  | Ucraina (bandiera) | C     | Vladyslav Ohirja      |
| 8  | Ucraina (bandiera) | C     | Andrij Dombrovs'kyj   |
| 9  | Georgia (bandiera) | C     | Levan Arveladze       |
| 10 | Ucraina (bandiera) | C     | Oleksandr Filippov    |
| 10 | Ucraina (bandiera) | C     | Andrij Totovyc'kyj    |
| 11 | Ucraina (bandiera) | C     | Vladyslav Kalytvyncev |
| 12 | Ucraina (bandiera) | C     | Jehor Kartušov        |
| 13 | Ucraina (bandiera) | D     | Jevhen Cepurnenko     |
| 13 | Ucraina (bandiera) | A     | Dmytro Chl'obas       |
| 14 | Ucraina (bandiera) | C     | Mychajlo Mudryk       |
| 17 | Ucraina (bandiera) | C     | Andrij Hitčenko       |
| 18 | Ucraina (bandiera) | C     | Bohdan Biloševs'kyj   |

| N. |                    | Ruolo | Calciatore        |
| -- | ------------------ | ----- | ----------------- |
| 19 | Ucraina (bandiera) | C     | Denys Demyanenko  |
| 20 | Ucraina (bandiera) | A     | Denys Bezborod'ko |
| 22 | Ucraina (bandiera) | D     | Andrij Mostovyj   |
| 23 | Ucraina (bandiera) | D     | Artem Suchoc'kyj  |
| 25 | Ucraina (bandiera) | C     | Oleksij Huculjak  |
| 26 | Ucraina (bandiera) | D     | Juchym Konoplja   |
| 27 | Ucraina (bandiera) | C     | Serhij Staren'kyj |
| 28 | Ucraina (bandiera) | A     | Pylyp Budkivs'kyj |
| 32 | Ucraina (bandiera) | C     | Maksym Imerekov   |
| 43 | Ucraina (bandiera) | C     | Artur Zapadnja    |
| 44 | Ucraina (bandiera) | P     | Jevhen Past       |
| 72 | Ucraina (bandiera) | P     | Ihor Lytovka      |
| 77 | Ucraina (bandiera) | A     | Maksym Dehtjar'ov |
| 89 | Ucraina (bandiera) | A     | Oleksandr Volkov  |
| 90 | Ucraina (bandiera) | A     | Illja Ševcov      |

## Calciomercato

### Sessione estiva (dall'1/9 al 5/10)
| Acquisti         | Acquisti          | Acquisti        | Acquisti      |
| R.               | Nome              | da              | Modalità      |
| ---------------- | ----------------- | --------------- | ------------- |
| A                | Maksym Dehtjar'ov | Olimpik Donec'k | svincolato    |
| D                | Pavlo Polehen'ko  | Mariupol'       | svincolato    |
| C                | Oleksandr Volkov  | Kolos Kovalivka | fine prestito |
| C                | Georgios Ermidis  | Paniōnios       | svincolato    |
| C                | Mychajlo Mudryk   | Šachtar         | prestito      |
| Altre operazioni |                   |                 |               |
| R.               | Nome              | da              | Modalità      |

| Cessioni         | Cessioni           | Cessioni     | Cessioni                   |
| R.               | Nome               | a            | Modalità                   |
| ---------------- | ------------------ | ------------ | -------------------------- |
| C                | Denys Favorov      | Zorja        | svincolato                 |
| A                | Oleksandr Filippov | Sint-Truiden | definitivo (1.5 milioni €) |
| C                | Orest Kuzyk        | PAS Giannina | fine prestio               |
| Altre operazioni |                    |              |                            |
| R.               | Nome               | a            | Modalità                   |

### Sessione invernale (dal 4/1 all'1/2)
| Acquisti         | Acquisti            | Acquisti          | Acquisti      |
| R.               | Nome                | da                | Modalità      |
| ---------------- | ------------------- | ----------------- | ------------- |
| A                | Denys Bezborod'ko   | Oleksandrija      | svincolato    |
| D                | Constantin Dima     | Astra Giurgiu     | svincolato    |
| C                | Jevhen Cepurnenko   | Dinaz Vyšhorod    | svincolato    |
| D                | Artem Suchoc'kyj    | Slovan Bratislava | svincolato    |
| D                | Renat Mochulyak     | Sfîntul Gheorghe  | fine prestito |
| C                | Vladyslav Vakula    | Šachtar           | prestito      |
| D                | Bohdan Biloševs'kyj | Dinamo Kiev       | prestito      |
| Altre operazioni |                     |                   |               |
| R.               | Nome                | da                | Modalità      |

| Cessioni         | Cessioni          | Cessioni        | Cessioni      |
| R.               | Nome              | a               | Modalità      |
| ---------------- | ----------------- | --------------- | ------------- |
| A                | Dmytro Chl'obas   | Kolos Kovalivka | definitivo    |
| D                | Artur Zapadnja    | Metalist 1925   | definitivo    |
| C                | Serhij Staren'kyj | Dinaz Vyšhorod  | definitivo    |
| C                | Mychajlo Mudryk   | Šachtar         | fine prestito |
| C                | Andriy Slotyuk    | Metalist        | prestito      |
| C                | Jevhenij Belyč    | Dinaz           | prestito      |
| A                | Illja Ševcov      | Inhulec'        | prestito      |
| Altre operazioni |                   |                 |               |
| R.               | Nome              | a               | Modalità      |

## Risultati

### Kubok Ukraïny

#### Ottavi di finale
| Arbitro: | Andriy Kovalenko |

|                     |           |                |
| Dehtjar'ov 75’, 81’ | Marcatori | Tamm 59’ (org) |

| Arbitro: | Denys Shurman |

|  |           |                      |
|  | Marcatori | 16’ (rig.) Yurchenko |

### UEFA Europa League

#### Terzo turno di qualificazione
| Arbitro: | Lawrence Visser |

|                              |           |  |
| Guilavogui 15’ Ginczek 90+2’ | Marcatori |  |

## Statistiche

### Statistiche di squadra
| Competizione       | Punti | In casa | In casa | In casa | In casa | In casa | In casa | In trasferta | In trasferta | In trasferta | In trasferta | In trasferta | In trasferta | Totale | Totale | Totale | Totale | Totale | Totale | DR  |
| Competizione       | Punti | G       | V       | N       | P       | Gf      | Gs      | G            | V            | N            | P            | Gf           | Gs           | G      | V      | N      | P      | Gf     | Gs     | DR  |
| ------------------ | ----- | ------- | ------- | ------- | ------- | ------- | ------- | ------------ | ------------ | ------------ | ------------ | ------------ | ------------ | ------ | ------ | ------ | ------ | ------ | ------ | --- |
| Prem'er-Liha       | 54    | 16      | 8       | 1       | 7       | 27      | 19      | 16           | 8            | 5            | 3            | 18           | 12           | 32     | 16     | 6      | 10     | 45     | 31     | +14 |
| Kubok Ukraïny      | -     | 2       | 1       | 0       | 1       | 2       | 2       | 0            | 0            | 0            | 0            | 0            | 0            | 2      | 1      | 0      | 1      | 2      | 2      | -   |
| UEFA Europa League | -     | 0       | 0       | 0       | 0       | 0       | 0       | 0            | 0            | 0            | 1            | 0            | 2            | 0      | 0      | 0      | 1      | 0      | 2      | -6  |
| Totale             | -     | 0       | 0       | 0       | 0       | 0       | 0       | 0            | 0            | 0            | 0            | 0            | 0            | 0      | 0      | 0      | 0      | 0      | 0      | 0   |

### Andamento in campionato
| Giornata  | 1 | 2 | 3 | 4 | 5 | 6 | 7 | 8 | 9 | 10 | 11 | 12 | 13 | 14 | 15 | 16 | 17 | 18 | 19 | 20 | 21 | 22 | 23 | 24 | 25 | 26 |
| --------- | - | - | - | - | - | - | - | - | - | -- | -- | -- | -- | -- | -- | -- | -- | -- | -- | -- | -- | -- | -- | -- | -- | -- |
| Luogo     | C | T | T | C | C | T | C | T | C | C  | T  | C  | C  | T  | C  | C  | T  | T  | C  | C  | C  | T  | T  | C  | T  | T  |
| Risultato | V | N | N | V | N | P | N | N | V | P  | N  | V  | V  | P  | N  | V  | V  | P  | P  | V  | V  | P  | N  | N  | N  | P  |
| Posizione | 4 | 3 | 6 | 4 | 5 | 7 | 4 | 4 | 4 | 4  | 4  | 3  | 3  | 3  | 4  | 4  | 4  | 4  | 5  | 4  | 4  | 6  | 5  | 5  | 5  | 6  |

Legenda:

Luogo: C = Casa; T = Trasferta. Risultato: V = Vittoria; N = Pareggio; P = Sconfitta.

### Statistiche dei giocatori
Sono in corsivo i calciatori che hanno lasciato la società a stagione in corso.
| Giocatore       | Perša Liha | Perša Liha | Perša Liha  | Perša Liha | Coppa Ucraina | Coppa Ucraina | Coppa Ucraina | Coppa Ucraina | UEFA Europa League | UEFA Europa League | UEFA Europa League | UEFA Europa League | Totale   | Totale | Totale      | Totale     |
| Giocatore       | Presenze   | Reti       | Ammonizioni | Espulsioni | Presenze      | Reti          | Ammonizioni   | Espulsioni    | Presenze           | Reti               | Ammonizioni        | Espulsioni         | Presenze | Reti   | Ammonizioni | Espulsioni |
| --------------- | ---------- | ---------- | ----------- | ---------- | ------------- | ------------- | ------------- | ------------- | ------------------ | ------------------ | ------------------ | ------------------ | -------- | ------ | ----------- | ---------- |
| L. Arveladze    | 15         | 0          | 0           | 0          | 1             | 0             | 0             | 0             | 0                  | 0                  | 0                  | 0                  | 16       | 0      | 0           | 0          |
| J. Belyč        | 0          | 0          | 0           | 0          | 0             | 0             | 0             | 0             | 0                  | 0                  | 0                  | 0                  | 0        | 0      | 0           | 0          |
| D. Bezborod'ko  | 10         | 1          | 0           | 0          | 0             | 0             | 0             | 0             | 0                  | 0                  | 0                  | 0                  | 10       | 1      | 0           | 0          |
| B. Biloševs'kyj | 2          | 0          | 0           | 0          | 0             | 0             | 0             | 0             | 0                  | 0                  | 0                  | 0                  | 2        | 0      | 0           | 0          |
| J. Čepurnenko   | 8          | 1          | 0           | 0          | 0             | 0             | 0             | 0             | 0                  | 0                  | 0                  | 0                  | 8        | 1      | 0           | 0          |
| D. Chl'obas     | 6          | 1          | 0           | 0          | 1             | 0             | 0             | 0             | 0                  | 0                  | 0                  | 0                  | 7        | 1      | 0           | 0          |
| M. Dehtjar'ov   | 19         | 2          | 0           | 0          | 2             | 2             | 0             | 0             | 0                  | 0                  | 0                  | 0                  | 21       | 4      | 0           | 0          |
| D. Demyanenko   | 1          | 0          | 0           | 0          | 0             | 0             | 0             | 0             | 0                  | 0                  | 0                  | 0                  | 1        | 0      | 0           | 0          |
| C. Dima         | 1          | 0          | 0           | 0          | 0             | 0             | 0             | 0             | 0                  | 0                  | 0                  | 0                  | 1        | 0      | 0           | 0          |
| A. Dombrovs'kyj | 20         | 0          | 0           | 0          | 2             | 0             | 0             | 0             | 1                  | 0                  | 0                  | 0                  | 23       | 0      | 0           | 0          |
| O. Filippov     | 2          | 1          | 0           | 0          | 0             | 0             | 0             | 0             | 0                  | 0                  | 0                  | 0                  | 2        | 1      | 0           | 0          |
| A. Hitčenko     | 20         | 3          | 0           | 0          | 1             | 0             | 0             | 0             | 1                  | 0                  | 0                  | 0                  | 22       | 3      | 0           | 0          |
| O. Huculjak     | 24         | 2          | 0           | 0          | 2             | 0             | 0             | 0             | 1                  | 0                  | 0                  | 0                  | 27       | 2      | 0           | 0          |
| M. Imerekov     | 15         | 2          | 0           | 0          | 2             | 0             | 0             | 0             | 0                  | 0                  | 0                  | 0                  | 17       | 2      | 0           | 0          |
| V. Jermakov     | 16         | 1          | 0           | 0          | 1             | 0             | 0             | 0             | 1                  | 0                  | 0                  | 0                  | 18       | 1      | 0           | 0          |
| V. Kalytvyncev  | 21         | 1          | 0           | 0          | 2             | 0             | 0             | 0             | 1                  | 0                  | 0                  | 0                  | 24       | 1      | 0           | 0          |
| J. Kartušov     | 23         | 3          | 0           | 0          | 2             | 0             | 0             | 0             | 1                  | 0                  | 0                  | 0                  | 26       | 3      | 0           | 0          |
| J. Konoplja     | 22         | 1          | 0           | 0          | 1             | 0             | 0             | 0             | 1                  | 0                  | 0                  | 0                  | 24       | 1      | 0           | 0          |
| I. Lytovka      | 6          | 0          | 0           | 0          | 1             | 0             | 0             | 0             | 0                  | 0                  | 0                  | 0                  | 7        | 0      | 0           | 0          |
| A. Mostovyj     | 20         | 1          | 0           | 0          | 2             | 0             | 0             | 0             | 1                  | 0                  | 0                  | 0                  | 23       | 1      | 0           | 0          |
| M. Mudryk       | 10         | 0          | 0           | 0          | 1             | 0             | 0             | 0             | 0                  | 0                  | 0                  | 0                  | 11       | 0      | 0           | 0          |
| V. Ohirja       | 24         | 0          | 0           | 0          | 2             | 0             | 0             | 0             | 1                  | 0                  | 0                  | 0                  | 27       | 0      | 0           | 0          |
| J. Past         | 21         | 0          | 0           | 0          | 1             | 0             | 0             | 0             | 1                  | 0                  | 0                  | 0                  | 23       | 0      | 0           | 0          |
| P. Polehen'ko   | 10         | 0          | 0           | 0          | 0             | 0             | 0             | 0             | 0                  | 0                  | 0                  | 0                  | 10       | 0      | 0           | 0          |
| I. Ševcov       | 7          | 1          | 0           | 0          | 1             | 0             | 0             | 0             | 1                  | 0                  | 0                  | 0                  | 9        | 1      | 0           | 0          |
| S. Staren'kyj   | 4          | 0          | 0           | 0          | 0             | 0             | 0             | 0             | 0                  | 0                  | 0                  | 0                  | 4        | 0      | 0           | 0          |
| A. Suchoc'kyj   | 10         | 0          | 0           | 0          | 0             | 0             | 0             | 0             | 0                  | 0                  | 0                  | 0                  | 10       | 0      | 0           | 0          |
| J. Tamm         | 20         | 1          | 0           | 0          | 2             | 0             | 0             | 0             | 1                  | 0                  | 0                  | 0                  | 23       | 1      | 0           | 0          |
| A. Totovyc'kyj  | 18         | 9          | 0           | 0          | 1             | 0             | 0             | 0             | 1                  | 0                  | 0                  | 0                  | 20       | 9      | 0           | 0          |
| A. Zapadnja     | 2          | 0          | 0           | 0          | 1             | 0             | 0             | 0             | 0                  | 0                  | 0                  | 0                  | 3        | 0      | 0           | 0          |